# Nebo yemenensis
Espèce
Nebo yemenensis est une espèce de scorpions de la famille des Diplocentridae.

## Distribution
Cette espèce est se rencontre au Yémen et en Arabie saoudite.

## Description
La femelle holotype mesure 88,2 mm et le mâle paratype 80,2 mm, les mâles mesurent de 80 à 90 mm et les femelles de 85 à 100 mm.
Les mâles mesurent de 92,05 à 94,50 mm et les femelles de 87,10 à 105,45 mm.

## Systématique et taxinomie
Cette espèce a été décrite par Francke en 1980.

## Étymologie
Son nom d'espèce, composé de yemen et du suffixe latin -ensis, « qui vit dans, qui habite », lui a été donné en référence au lieu de sa découverte, le Yémen.

## Publication originale
- Francke, 1980 : « Revision of the genus Nebo Simon (Scorpiones: Diplocentridae). » Journal of Arachnology, vol. 8, no 1, p. 35-52 (texte intégral).